# Eneco Tour 2014
De 10e editie van de Eneco Tour als onderdeel van de UCI World Tour begon op maandag 11 augustus 2014 in Terneuzen in Nederland en eindigde op 17 augustus 2014 in het Limburgse Sittard-Geleen. De ronde maakte deel uit van de UCI World Tour 2014. Dat betekent dat alle World Tour-ploegen startrecht hebben; er werden twee wildcards verdeeld, aan Topsport Vlaanderen-Baloise en Wanty-Groupe Gobert. Titelverdediger was de Tsjech Zdeněk Štybar. De andere favorieten waren Lars Boom en Tom Dumoulin. Štybar kwam echter in etappe vier ten val en ging in etappe vijf niet meer van start. Hij werd naar het ziekenhuis afgevoerd. Doordat een ploeggenoot zijn fiets over de streep meenam, werd hij nog wel opgenomen in de uitslag.

## Deelnemende ploegen
| 18 UCI World Tour-ploegen | 18 UCI World Tour-ploegen | 18 UCI World Tour-ploegen | 2 wildcards                 |
| ------------------------- | ------------------------- | ------------------------- | --------------------------- |
| AG2R La Mondiale          | FDJ.fr                    | Movistar                  | Topsport Vlaanderen-Baloise |
| Astana                    | Garmin Sharp              | Omega Pharma-Quick-Step   | Wanty-Groupe Gobert         |
| Belkin                    | Giant-Shimano             | Orica-GreenEdge           |                             |
| BMC Racing Team           | Lampre-Merida             | Sky ProCycling            |                             |
| Cannondale                | Lotto-Belisol             | Tinkoff-Saxo              |                             |
| Europcar                  | Katjoesja                 | Trek Factory Racing       |                             |
|                           |                           |                           |                             |

## Etappe-overzicht
| Etappe | Datum       | Start          | Finish         | Afstand  | Type                | Winnaar                  | Klassementsleider |
| ------ | ----------- | -------------- | -------------- | -------- | ------------------- | ------------------------ | ----------------- |
| 1e     | 11 augustus | Terneuzen      | Terneuzen      | 183,1 km | Vlakke rit          | Andrea Guardini          | Andrea Guardini   |
| 2e     | 12 augustus | Waalwijk       | Nieuwkuijk     | 175,8 km | Vlakke rit          | Zdeněk Štybar            | Zdeněk Štybar     |
| 3e     | 13 augustus | Breda          | Breda          | 9,6 km   | Individuele tijdrit | Tom Dumoulin             | Lars Boom         |
| 4e     | 14 augustus | Koksijde       | Ardooie        | 179,1 km | Vlakke rit          | Nacer Bouhanni           | Lars Boom         |
| 5e     | 15 augustus | Geraardsbergen | Geraardsbergen | 162,5 km | Heuvelrit           | Greg Van Avermaet        | Tom Dumoulin      |
| 6e     | 16 augustus | Heerlen        | Aywaille       | 173,9 km | Heuvelrit           | Tim Wellens              | Tim Wellens       |
| 7e     | 17 augustus | Riemst         | Sittard-Geleen | 183,4 km | Heuvelrit           | Guillaume Van Keirsbulck | Tim Wellens       |

## Etappe-uitslagen

### 1e etappe
| Terneuzen - Terneuzen (183,1 km) |                  |                     |          |
| Plaats                           | Naam             | Ploeg               | Tijd     |
| Winnaar                          | Andrea Guardini  | Astana              | 4u14'33" |
| 2                                | Yohann Gène      | Europcar            | z.t.     |
| 3                                | Davide Cimolai   | Lampre-Merida       | z.t.     |
|                                  |                  |                     |          |
| 4                                | Jens Debusschere | Lotto-Belisol       | z.t.     |
| 5                                | Boy van Poppel   | Trek Factory Racing | z.t.     |

| Algemeen klassement |                   |                     |          |
| Plaats              | Naam              | Ploeg               | Tijd     |
| Witte trui          | Andrea Guardini   | Astana              | 4u14'23" |
| 2                   | Yohann Gène       | Europcar            | +4"      |
| 3                   | Laurens De Vreese | Wanty-Groupe Gobert | + 5"     |
|                     |                   |                     |          |
| 5                   | Lars Boom         | Belkin              | + 7"     |

### 2e etappe
| Waalwijk - Nieuwkuijk (175,8 km) |               |                         |          |
| Plaats                           | Naam          | Ploeg                   | Tijd     |
| Winnaar                          | Zdeněk Štybar | Omega Pharma-Quick-Step | 4u06'16" |
| 2                                | Lars Boom     | Belkin                  | z.t.     |
| 3                                | Sep Vanmarcke | Belkin                  | z.t.     |

| Algemeen klassement |               |                         |          |
| Plaats              | Naam          | Ploeg                   | Tijd     |
| Witte trui          | Zdeněk Štybar | Omega Pharma-Quick-Step | 8u20'39" |
| 2                   | Lars Boom     | Belkin                  | +1"      |
| 3                   | Sep Vanmarcke | Belkin                  | +6"      |

### 3e etappe
| Breda - Breda (9,6 km) (ITR) |                   |                     |        |
| Plaats                       | Naam              | Ploeg               | Tijd   |
| Winnaar                      | Tom Dumoulin      | Giant-Shimano       | 10'55" |
| 2                            | Fabian Cancellara | Trek Factory Racing | +2"    |
| 3                            | Geraint Thomas    | Sky ProCycling      | +10"   |
|                              |                   |                     |        |
| 23                           | Philippe Gilbert  | BMC Racing Team     | + 32"  |

| Algemeen klassement |                  |                 |          |
| Plaats              | Naam             | Ploeg           | Tijd     |
| Witte trui          | Lars Boom        | Belkin          | 8u31'54" |
| 2                   | Tom Dumoulin     | Giant-Shimano   | +4"      |
| 3                   | Manuel Quinziato | BMC Racing Team | +4"      |
|                     |                  |                 |          |
| 9                   | Sep Vanmarcke    | Belkin          | + 21"    |

### 4e etappe
| Koksijde - Ardooie (179,1 km) |                     |                             |          |
| Plaats                        | Naam                | Ploeg                       | Tijd     |
| Winnaar                       | Nacer Bouhanni      | FDJ.fr                      | 4u13'59" |
| 2                             | Luka Mezgec         | Giant-Shimano               | z.t.     |
| 3                             | Giacomo Nizzolo     | Trek Factory Racing         | z.t.     |
|                               |                     |                             |          |
| 4                             | Michael Van Staeyen | Topsport Vlaanderen-Baloise | z.t.     |
| 20                            | Niki Terpstra       | Omega Pharma-Quick-Step     | z.t.     |

| Algemeen klassement |                  |                 |           |
| Plaats              | Naam             | Ploeg           | Tijd      |
| Witte trui          | Lars Boom        | Belkin          | 12u45'53" |
| 2                   | Tom Dumoulin     | Giant-Shimano   | +4"       |
| 3                   | Manuel Quinziato | BMC Racing Team | +4"       |
|                     |                  |                 |           |
| 7                   | Sep Vanmarcke    | Belkin          | + 17"     |

### 5e etappe
| Geraardsbergen - Geraardsbergen (162,5 km) |                   |                 |          |
| Plaats                                     | Naam              | Ploeg           | Tijd     |
| Winnaar                                    | Greg Van Avermaet | BMC Racing Team | 3u45'36" |
| 2                                          | Tom Dumoulin      | Giant-Shimano   | +2"      |
| 3                                          | Pavel Broett      | Team Katjoesja  | z.t.     |

| Algemeen klassement |                  |                 |           |
| Plaats              | Naam             | Ploeg           | Tijd      |
| Witte trui          | Tom Dumoulin     | Giant-Shimano   | 16u34'53" |
| 2                   | Lars Boom        | Belkin          | +2"       |
| 3                   | Manuel Quinziato | BMC Racing Team | +11"      |
|                     |                  |                 |           |
| 7                   | Sep Vanmarcke    | Belkin          | + 24"     |

### 6e etappe
| Heerlen - Aywaille (173,9 km) |                   |                 |          |
| Plaats                        | Naam              | Ploeg           | Tijd     |
| Winnaar                       | Tim Wellens       | Lotto-Belisol   | 4u28'19" |
| 2                             | Lars Boom         | Belkin          | +50"     |
| 3                             | Greg Van Avermaet | BMC Racing Team | +52"     |

| Algemeen klassement |              |               |           |
| Plaats              | Naam         | Ploeg         | Tijd      |
| Witte trui          | Tim Wellens  | Lotto-Belisol | 21u03'27" |
| 2                   | Lars Boom    | Belkin        | +7"       |
| 3                   | Tom Dumoulin | Giant-Shimano | +13"      |

### 7e etappe
| Riemst - Sittard-Geleen (183,4 km) |                          |                             |          |
| Plaats                             | Naam                     | Ploeg                       | Tijd     |
| Winnaar                            | Guillaume Van Keirsbulck | Omega Pharma-Quick-Step     | 4u25'47" |
| 2                                  | Matteo Trentin           | Omega Pharma-Quick-Step     | +46"     |
| 3                                  | Yves Lampaert            | Topsport Vlaanderen-Baloise | z.t      |
|                                    |                          |                             |          |
| 10                                 | Dylan van Baarle         | Team Garmin-Sharp           | z.t      |

| Algemeen klassement |              |               |           |
| Plaats              | Naam         | Ploeg         | Tijd      |
| Witte trui          | Tim Wellens  | Lotto-Belisol | 25u30'15" |
| 2                   | Lars Boom    | Belkin        | +7"       |
| 3                   | Tom Dumoulin | Giant-Shimano | +13"      |

## Klassementenverloop
| Etappe | Algemeen Klassement | Puntenklassement  | Strijdlustklassement |
| 1      | Andrea Guardini     | Andrea Guardini 1 | Kenneth Vanbilsen    |
| 2      | Zdeněk Štybar       | Lars Boom 2       | Kenneth Vanbilsen    |
| 3      | Lars Boom           | Lars Boom 2       | Kenneth Vanbilsen    |
| 4      | Lars Boom           | Andrea Guardini   | Kenneth Vanbilsen    |
| 5      | Tom Dumoulin        | Tom Dumoulin 3    | Kenneth Vanbilsen    |
| 6      | Tim Wellens         | Tom Dumoulin 3    | Kenneth Vanbilsen    |
| 7      | Tim Wellens         | Tom Dumoulin 3    | Kenneth Vanbilsen    |

- 1 De puntentrui werd in de tweede etappe gedragen door  Yohann Gène, die tweede stond achter Guardini.
- 2 De puntentrui werd in de vierde etappe gedragen door  Tom Dumoulin, die tweede stond achter Boom.
- 3 De puntentrui werd in de zesde etappe gedragen door  Lars Boom, die tweede stond achter Dumoulin.

## Eindklassementen
| Plaats     | Naam                | Ploeg                       | Tijd      |
| ---------- | ------------------- | --------------------------- | --------- |
| Witte trui | Tim Wellens         | Lotto-Belisol               | 25u30'15" |
| 2          | Lars Boom           | Belkin                      | + 7"      |
| 3          | Tom Dumoulin        | Giant-Shimano               | + 13"     |
| 4          | Andrij Hryvko       | Astana Pro Team             | + 33"     |
| 5          | Greg Van Avermaet   | BMC Racing Team             | + 34"     |
| 6          | Geraint Thomas      | Sky ProCycling              | + 38"     |
| 7          | Philippe Gilbert    | BMC Racing Team             | + 48"     |
| 8          | Jens Keukeleire     | Orica-GreenEdge             | + 56"     |
| 9          | Sebastian Langeveld | Team Garmin-Sharp           | + 1'04"   |
| 10         | Marco Marcato       | Cannondale Pro Cycling Team | + 1'11"   |

| Plaats    | Naam              | Ploeg                   | Punten |
| --------- | ----------------- | ----------------------- | ------ |
| Rode trui | Tom Dumoulin      | Giant-Shimano           | 87     |
| 2         | Lars Boom         | Belkin                  | 86     |
| 3         | Matteo Trentin    | Omega Pharma-Quick-Step | 53     |
|           |                   |                         |        |
| 4         | Greg Van Avermaet | BMC Racing Team         | 52     |

| Plaats      | Naam              | Ploeg                       | Punten |
| ----------- | ----------------- | --------------------------- | ------ |
| Zwarte trui | Kenneth Vanbilsen | Topsport Vlaanderen-Baloise | 52     |
| 2           | Laurens De Vreese | Wanty-Groupe Gobert         | 31     |
| 3           | Pavel Broett      | Katjoesja                   | 25     |
|             |                   |                             |        |
| 15          | Dylan van Baarle  | Team Garmin-Sharp           | 2      |

## UCI World Tour
In deze Eneco Tour zijn punten te verdienen voor de ranking in de UCI World Tour 2014. Enkel renners die uitkomen voor een WorldTour-ploeg, maken aanspraak om punten te verdienen.
| Positie        | 1e  | 2e | 3e | 4e | 5e | 6e | 7e | 8e | 9e | 10e |
| Eindklassement | 100 | 80 | 70 | 60 | 50 | 40 | 30 | 20 | 10 | 4   |
| Per etappe     | 6   | 4  | 2  | 1  | 1  |    |    |    |    |     |